# آرثر ويزلي دو
آرثر ويزلي دو (بالإنجليزية: Arthur Wesley Dow) هو مصور ومدرس ورسام أمريكي، ولد في 6 أبريل 1857 في Ipswich, Massachusetts ‏ في الولايات المتحدة، وتوفي في 13 ديسمبر 1922 في نيويورك في الولايات المتحدة.

## وصلات خارجية
- آرثر ويزلي دو على موقع الموسوعة البريطانية (الإنجليزية)